# Öxará
Il fiume Öxará (dalle parole islandesi öxi "ascia" e á "fiume") è un fiume che scorre nell'Islanda occidentale

## Percorso
L'Öxará ha origine nei pressi del vulcano Botnssúlur, nella regione dell'Hvalfjörður, e da qui scorre poi verso sud. In seguito il fiume percorre il parco naturale Þingvellir, sull'altipiano che lo delimita ad ovest, e si getta nel canyon Almannagjá attraverso le cascate di Öxaráfoss. Qui il fiume forma diversi bacini ed isole, per precipitare poi nella pianura e sfociare infine nel lago Þingvallavatn.